# Castello Visconteo (Vercelli)
Il Castello Visconteo si trova a Vercelli, attualmente è sede del Tribunale di Vercelli.

## Storia
Il castello venne edificato per ordine di Matteo Visconti attorno al 1290, probabilmente sulle rovine di edifici precedenti. A pianta quadrangolare e dotato, nel corso del Trecento, di armi da fuoco, ospitò i podestà viscontei fino al 1427, anno nel quale Vercelli fu ceduta ad Amedeo VIII di Savoia da Filippo Maria Visconti. 
Adibito saltuariamente a residenza sabauda, Beato Amedeo vi morì nel 1472, il castello subì danneggiamenti durante l'assedio spagnolo nel 1638; fu adibito a caserma durante l'epoca napoleonica e carcere durante il XIX secolo. 
Dal 1926 è sede del Tribunale di Vercelli.